# São Felizes dos Galegos
São Felizes dos Galegos ou São Félix dos Galegos ou São Fins dos Galegos (oficialmente San Felices de los Gallegos em espanhol) é actualmente um município de Espanha, próximo da raia, na província de Salamanca, comunidade autónoma de Castela e Leão, com 81,43 km² de área, com população de 553 habitantes (2007) e densidade populacional de 7,19 hab/km².

## História
Pertenceu a Portugal desde a assinatura do Tratado de Alcanizes (1297) até 1327, com o nome de São Felizes de Galegos. O seu castelo foi mandado erguer por D. Dinis (1279-1325). Reconhecerá ainda a soberania portuguesa, por breves períodos, em 1370 e em 1476.
Apesar da validade desse realizado em Alcanizes, celebrado entre D. Dinis de Portugal e o o rei D. Fernando IV de Castela, no estabelecimento das fronteiras terrestres entre os dois países peninsulares, o certo é que São Felizes dos Galegos nunca veio a ser restituída, acabando a demarcação de fronteiras levada a cabo pela Comissão Internacional de Limites por legitimar. 
Apesar do desentendimento entre Portugal e Espanha sobre a Questão de São Felizes dos Galegos, o tema não tem provocado atrito nas relações entre os dois países ibéricos.
| Variação demográfica do município entre 1991 e 2004 | Variação demográfica do município entre 1991 e 2004 | Variação demográfica do município entre 1991 e 2004 | Variação demográfica do município entre 1991 e 2004 |
| --------------------------------------------------- | --------------------------------------------------- | --------------------------------------------------- | --------------------------------------------------- |
| 1991                                                | 1996                                                | 2001                                                | 2004                                                |
| 733                                                 | 683                                                 | 611                                                 | 588                                                 |